# Juan Gutiérrez Gili
Juan Gutiérrez Gili (Irun, Guipúscoa, 7 de març de 1894 - El Brull, 29 de març de 1939), fou un poeta, prosista i dramaturg establert a Barcelona i posteriorment a Madrid, relacionat amb els moviments avantguardistes.
La seva mare, Rosa Gili Roig era originària de Lleida i filla de Joan Gili fundador d'una reconeguda editorial que tindria seu successivament a Irún, Madrid i Barcelona. El seu pare, Filiberto Gutiérrez, era originari d'Àvila i s'havia vinculat a la família Gili Roig a causa del negoci editorial. A partir del 1904, la família Gutiérrez Gili s'instal·la a Barcelona després d'haver passat uns anys a Irún i a Madrid,. A Barcelona fa estudis de Comerç i desenvolupa de manera autodidacta la seva cultura humanística, al temps que treballa a l'editorial i exerceix com a periodista. El 1918 publica el seu primer llibre de versos. Durant un temps és corresponsal a Madrid de El Correo Catalán i a Barcelona va col·laborar a La Vanguardia, així com en diverses revistes literàries barcelonines i madrilenyes (Ultra, Alfar, La Gaceta Literaria, Tableros, etc.).
Relacionat amb gran part de l'avantguarda literària i artística de l'època, fou amic íntim del pintor Rafael Barradas amb qui va col·laborar artísticament, i va formar part del grup d'artistes i literats (l'Ateneíllo) que es trobaven setmanalment al pis que aquest darrer tenia llogat a L'Hospitalet de Llobregat. La seva obra literària està escrita en castellà. El 1925 i 1926 la Revista de Poesia que dirigia Marià Manent publica articles seus traduïts al català. Va versionar alguns autors catalans al castellà, com Folch i Torres, i va fer la primera traducció al castellà d'Alícia al país de les Meravelles, de Lewis Carroll. Censurat en diverses ocasions per la dictadura militar i ocasionalment per la República, finalitzada la guerra civil, el règim franquista el considera sospitós i van a buscar-lo a casa seva el 31 de març de 1939, si bé havia mort de tuberculosi dos dies abans al sanatori d'El Brull, poble del Montseny on està enterrat.

## Obra
Poesia
- Primer poemario (1918)
- Surco y estela (1925)

Narrativa
- La llama y el viento
- Lanchas divergentes

Teatre
- La madre y la amada, nueva comedia dramática
- La langosta, comedieta de tomar el pelo
- Bajo el árbol de Navidad
- Careta de oro o fuego de San Juan, comedia absurda en un episodio de diez momentos
- El nieto de su abuela
- La ocarina perseverante
- El beso infiel
- Náufragos en el abismo
- Una sombra perdida, drama sin principio ni fin
- Pantalla parlante, drama en tres minutos
- El Doctor, tanteo dramático